# Bohoniki

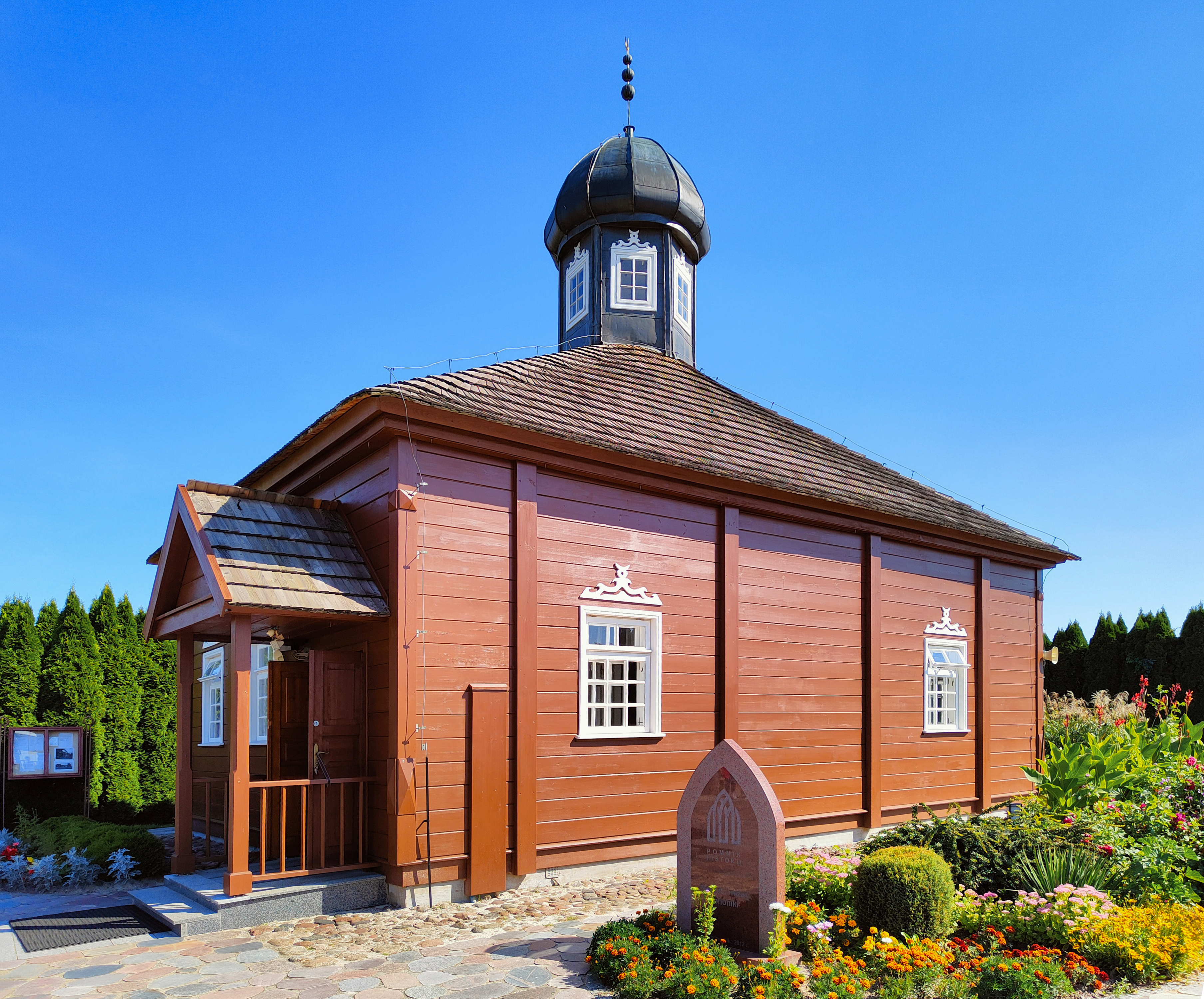
Moschee

Bohoniki (lipka-tatarisch: بوـحـونيكي) ist ein Dorf in der Stadt-und-Land-Gemeinde Sokółka im Powiat Sokółka. Das Dorf befindet sich in der Woiwodschaft Podlachien in Polen unweit der Grenze zu Belarus. Das Dorf gehört seit 1679 zum Siedlungsgebiet der Lipka-Tataren in Polen. Es hat eine Moschee aus dem 19. Jahrhundert und einen islamischen Friedhof aus dem 18. Jahrhundert. Seit 2012 ist es in das Register der historischen Orte in Polen aufgenommen. Es liegt am Großen Tatarenweg in Polen. Die Forst- und die Landwirtschaft sind die Haupteinnahmequellen des Dorfes.

## Nachweise
- Gembiński R., Podlaski Szlak Tatarski – Bohoniki, Bohoniki: Muzułmańska Gmina Wyznaniowa w Bohonikach przy pomocy finansowej Starosty Sokólskiego, 2006, ISBN 83-922665-2-8, OCLC 749518798